# گردشگری تاریخی

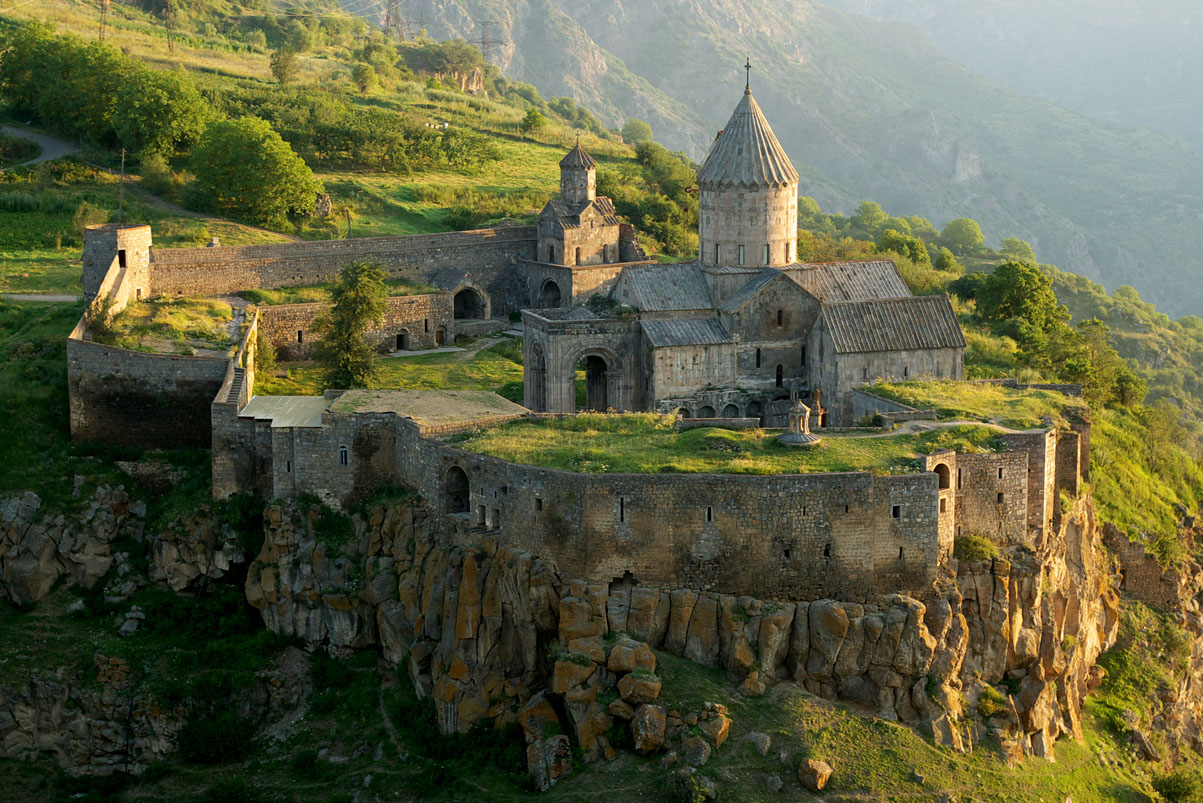
تاتو، ارمنستان

گردشگری تاریخی یا گردشگری میراث فرهنگی به شاخه‌ای از گردشگری با گرایش به میراث فرهنگی مکان میزبان گردشگری گفته می‌شود. ائتلاف ملی حفاظت از آثار تاریخی در ایالات متحده آمریکا گردشگری تاریخی را برابر با «سفر برای تجربهٔ مکان‌ها، مصنوعات و فعالیت‌هایی که به‌طور موثق حاکی از ماجراها و مردم گذشته هستند» توصیف می‌کند و اشاره می‌کند که «گردشگری تاریخی می‌تواند شامل منابع طبیعی، فرهنگی و تاریخی باشد».